# Wasilij Bajkou
Wasilij Michajławicz Bajkou (biał. Васілій Міхайлавіч Байкоў, ros. Василий Михайлович Байков, Wasilij Michajłowicz Bajkow; ur. 28 maja 1953 w Kamarowiczach) – białoruski agronom i polityk, w latach 2008–2012 deputowany do Izby Reprezentantów Zgromadzenia Narodowego Republiki Białorusi IV kadencji.

## Życiorys
Urodził się 28 maja 1953 roku we wsi Kamarowiczy, w rejonie petrykowskim obwodu poleskiego Białoruskiej SRR, ZSRR. Ukończył Białoruską Państwową Akademię Gospodarstwa Wiejskiego, uzyskując wykształcenie agronoma. Pracował jako robotnik, pomocnik brygadzisty, brygadzista sowchozu „Komarowicze” w rejonie petrykowskim, główny agronom sowchozu „Witebski” w rejonie witebskim, dyrektor sowchozu im. W. Krajewa w rejonie witebskim. Działalność w strukturach państwowych Białorusi rozpoczął jako wolny sekretarz komitetu Komunistycznej Partii Białorusi. Następnie pełnił funkcje: przewodniczącego Witebskiej Rejonowej Rady Deputowanych, przewodniczącego Witebskiego Rejonowego Komitetu Wykonawczego, zastępcy przewodniczącego i przewodniczącego Komitetu ds. Gospodarki Wiejskiej i Żywności, zastępcy przewodniczącego Witebskiego Obwodowego Komitetu Wykonawczego, przewodniczącego Witebskiego Obwodowego Komitetu Zasobów Naturalnych i Ochrony Środowiska.
27 października 2008 roku został deputowanym do Izby Reprezentantów Białorusi IV kadencji z Witebskiego Wiejskiego Okręgu Wyborczego Nr 21. Od 31 października 2008 roku pełnił w niej funkcję przewodniczącego Stałej Komisji ds. Budownictwa Państwowego, Samorządu Lokalnego i Przepisów. Od 13 listopada 2008 roku był członkiem Narodowej Grupy Republiki Białorusi w Unii Międzyparlamentarnej. Jego kadencja w Izbie Reprezentantów zakończyła się 18 października 2012 roku.

## Odznaczenia
- Honorowy Tytuł „Zasłużony Pracownik Gospodarstwa Wiejskiego Republiki Białorusi”[1];
- Gramota Pochwalna Rady Ministrów Republiki Białorusi (28 maja 2003) – za wieloletnią sumienną pracę w organach administracji państwowej, znaczący wkład w rozwój społeczno-ekonomiczny obwodu witebskiego[6].

## Życie prywatne
Wasilij Bajkou jest żonaty, ma dwie córki.